# The Straps
The Straps ist eine britische Punkband, die von 1977 bis 1983 und von 2004 bis 2008 existierte.

## Bandgeschichte
Die Punkband The Straps wurde Ende 1977 von den beiden Gitarristen Dave Reeves und Steve Macintosh gegründet, die in London als Hausbesetzer lebten. Die erste Besetzung der Band mit dem Sänger Howard Jackson kam über das Proberaumstadium nicht hinaus, im Mai 1978 wurde er von dem Glasgower Punk John "Jock" Grant ersetzt.
Das erste Konzert fand am 28. September 1978 in London im Vorprogramm der UK Subs statt. Einige weitere Auftritte folgten bis zum Jahresende, 1979 wurde es um die Band ruhig, nachdem der Bassist Green an einer Heroin-Überdosis verstarb.
Sänger Jock und Gitarrist Dave Reeves stellten eine neue Band zusammen und begannen im Frühjahr 1980 wieder mit Liveauftritten, bis es im Juni 1980 zu Konflikten kam und The Straps kurzerhand einen Musikertausch mit der befreundeten Punkband The Pack vornahmen: Bassist Stan Stammers und Schlagzeuger Luke Rendall stiegen bei The Pack ein, die ihren Namen in Theatre of Hate änderten, und übernahmen deren Bassisten Simon Werner, den Gitarristen Jonathan Werner sowie Schlagzeuger Jim Walker, der 1978–79 in Johnny Rottens Band Public Image Ltd. gespielt hatte. Gitarrist Andy Forbes stieg aus und wechselte zu The Wall.
Nach nur einer einzigen Probe hatte die neue Band am 8. August 1980 ihr erstes Konzert in London im Vorprogramm der UK Subs, im November und Dezember 1980 folgte eine dreiwöchige Großbritannien-Tournee im Vorprogramm von The Damned. The Straps hatten sich allerdings beim Manager der Damned mit £ 2000 in die Tour einkaufen müssen.
Im Dezember 1980 wurde die erste Single Just Can't Take Anymore auf Jim Walkers Donut Records veröffentlicht, seltsamerweise eine Rockabilly-Nummer, die es nur kurz in die britischen Independent-Charts schaffte. Parallel zu The Straps gründete Jim Walker zusammen mit seinem ehemaligen PIL-Bandkollegen Jah Wobble im März 1981 das Jazzrock-Projekt The Human Condition, mit dem er im Herbst 1981 durch Holland tourte.
Nach seiner Rückkehr nahmen The Straps eine zweite Single Brixton auf, die im Juni 1982 wieder auf Donut Records veröffentlicht wurde. Bis Juli 1982 folgten wieder einige Auftritte in London, dann verließ Jim Walker die Band. Im Herbst 1982 nahmen Jock und Simon Werner mit Hilfe von Jah Wobble unter dem Namen Bartok eine Postpunk-Single auf, die im November 1982 erschien.
Ende 1982 nahmen The Straps mit Hilfe des UK-Subs-Schlagzeugers Pete Davies ihr gleichnamiges Studioalbum auf, das im Januar 1983 veröffentlicht wurde. Aus Geldmangel wurde das komplette Album in nur sechs Stunden live im Tonstudio eingespielt, die Band war dementsprechend unzufrieden mit der Qualität der Aufnahmen.
1983 nahmen The Straps mit dem neuen Schlagzeuger Neil Holdom eine dritte Single Omega Man auf, die aber unveröffentlicht blieb, da sich die Band auflöste.
Nach der Trennung betrieb Jock für vier Jahre eine Rockband namens Freakshow und zog sich dann aus der Musikbranche zurück. 
Im August 1993 gaben Jock und Dave Reeves ein einzelnes Reunion-Konzert im Rahmen des "Fuck Reading"-Festivals in der Brixton Academy in London. 
Im Dezember 2004 ließen die beiden mit neuer Besetzung The Straps wieder aufleben. Ein neues Studioalbum In Love With The New World Order wurde 2007 aufgenommen, aber bisher nicht veröffentlicht. Wegen mangelndem Interesse wurde die Band 2008 wieder aufgelöst.

## Diskografie

### Alben
- The Straps (Cyclops Records, Januar 1983)
- The Punk Collection (Captain Oi! Records, April 2005)

### Singles
- Just Can't Take Anymore / New Age (Donut Records, Dezember 1980)
- Brixton / No Liquor (Donut Records, Juni 1982)